# Santa Susana Pass State Historic Park
 (décembre 2017).

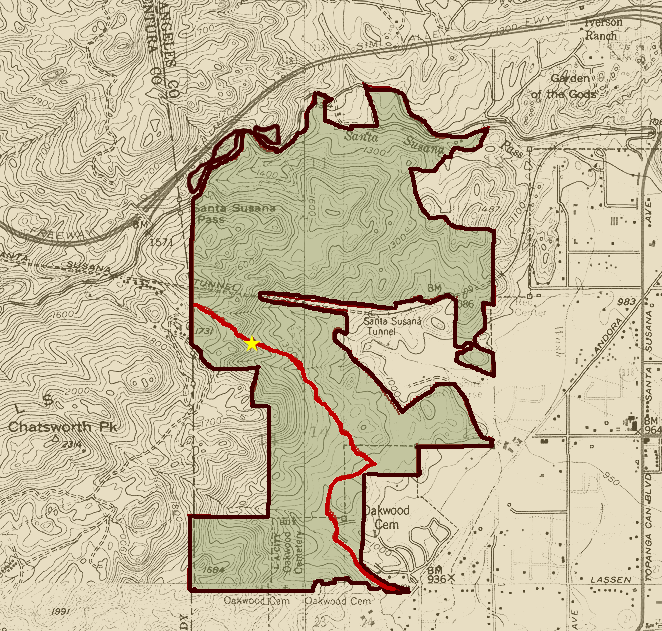
Le Santa Susana Pass State Historic Park, avec la vieille route de Santa Susana (en rouge). L'étoile jaune marque l'emplacement de la plaque historique de cette route.

Santa Susana Pass State Historic Park est un parc de l'état de Californie s'étalant sur environ 680 acres (2,8 km2) situé sur la frontière entre les comtés de Ventura et de Los Angeles, entre les communautés de Chatsworth et Simi Valley.
Géographiquement, le parc est situé à l'endroit où les Simi Hills rencontrent les monts Santa Susana. Le parc se trouvant dans la partie ouest des Transverse Ranges, sa topographie est dominée par de hautes et fines crêtes rocheuses et des canyons d'une abondante d'une flore abondante. Le parc offre une vue panoramique sur le paysage rustique en contraste avec le développement des collectivités avoisinantes. Le parc est également riche en patrimoine archéologique, historique et culturel,.

## Histoire du Parc
Le parc comprend une propriété de 147 acres appartenant au Registre national des lieux historiques, comprenant des éléments historiques et des sites. Cela comprend les ruines de sites d'habitations et de routes de commerce des peuples Amérindiens Tongva, Chumash et Tataviam.
Il comprend également des parties de la vieille route de Santa Susana. La route de Santa Susana était la route principale pour la poste et les voyageurs transitant entre Los Angeles et le reste de la Californie du Sud dans la direction du nord-ouest vers la vallée de Simi, Santa Barbara, et la Baie de San Francisco à partir de 1861 jusqu'en 1876, lorsque les voies de chemins de fer entre Los Angeles et la Baie de San Francisco passant par le Col de Newhall ont ouvert. La route a été déclarée Los Angeles Historic-Cultural Monument #92 (désigné le 1er mai 1972) et le Ventura County Historical Landmark no 104 (désigné le 21 octobre 1986).  
Le parc comprend également des terres qui faisaient auparavant partie du ranch Spahn tristement célèbre pour sa connexion avec Charles Manson et la Famille Manson, ayant auparavant servi de lieu de tournage pour films westerns durant plusieurs décennies.

## Caractéristiques
L'État de la Californie a acquis des portions du parc en 1979 ainsi que d'autres parcelles dans la fin des années 1990. La propriété a été officiellement classée comme un Parc Historique d'État en 1998. De nombreux sentiers de randonnée et des emplacements permettant de voir le panorama sont disponibles dans le parc. Les aménagements Rim of the Valley réalisés par la NPS, sont un circuit de randonnée équestre et piétonne dans le corridor entre les Monts Santa Monica et les Monts San Gabriel comprennent les sentiers et l'espace du parc comme une pièce importante de l'aménagement.

## Entrées du parc
Le SHP de Santa Susana Pass a été l'un des 48 parcs d'état de la Californie dont la fermeture a été proposée en janvier 2008 par le Gouverneur de Californie Arnold Schwarzenegger dans le cadre d'un programme de réduction du déficit économique. Un sursis a évité jusqu'à présent cette fermeture.